# The Sims: In vacanza
The Sims: In vacanza (The Sims: Vacation) è la quarta espansione uscita per il videogioco di simulazione per PC The Sims, dedicata alle vacanze da trascorrere in tre diverse possibili mete: la montagna, la campagna e il mare.

## Novità

### Isola delle vacanze
Nell'"isola delle vacanze" è possibile trascorrere il periodo di riposo sia in montagna che al mare, con hotel per famiglie. Per recarvisi si deve chiamare un taxi al telefono e l'auto di colore azzurro porterà ad una schermata dove è possibile scegliere l'albergo dove essere portati. È possibile modificare i lotti di vacanza già esistenti o crearli da zero.

### Nuovi oggetti
Nell'isola sono presenti negozi di souvenir, che è possibile acquistare per sé o come regali. Sono stati introdotti 125 nuovi oggetti, tra cui quelli per la casa ("camino Max in pietra", "set di mobili in stile rustico", "mobili in legno antichi", "scivolo per la piscina"), per le vacanze ("vasca a idromassaggio rotonda", "tavolo da picnic", "ponticello per pescare", "casa igloo", "rete per giocare a pallavolo", "giochi di tiro con l'arco", "negozi di bancarelle", "mura per combattimento di palle di neve", "postazioni snowboard sci"). Sono stati aggiunti anche degli oggetti per decorare le case sottomarine delle sirena: TV, conghiglie telefono, specchi roccia e molti altri oggetti.

### Nuovi personaggi
Nell'isola sono disponibili nuovi personaggi, le mascotte (Marky Sharky, Archie Archer - basato su Robin Hood - e Betty Yeti, con cui non è possibile interagire ma che hanno il solo scopo di intrattenere i bambini in vacanza) e Kana il direttore turistico (Vacation Director Kana), che saluta i Sims quando arrivano per la prima volta a Vacation Island, avvisandoli di fare il check-in alla reception e di essere cortesi e di fare il check-out al mattino, li informa dei servizi vacanzieri disponibili e scaccia - qualora si presenti - il Clown Tragico.

### Morte
Come in ogni gioco o espansione Sims esiste la morte con il tristo mietitore. In questa espansione esistono altri modi di morire:
- Affogamento: un sim in acqua può affogare non sapendo nuotare.
- Disidratazione (sirene/tritoni): quando per esempio una sim-sirena sta troppo tempo a riva e muore.